# Synergy
Synergy是一款开放源代码软件，能让用户通过网络在视线范围内使用一套键盘鼠标控制多台电脑。因为Synergy不能传输视频，所以每台电脑都需要连接显示器。除了在多台计算机间共享键盘鼠标，Synergy还能共享剪贴板。
Synergy是跨平台的软件，可以在Windows，Linux和Mac OS X之间共享键盘和滑鼠，将来还可能支持Windows Mobile和iPhone平台，也容易移植到更多平台。但是会存在一些技术上的限制，使得软件只能作为客户端或者服务器使用。

## 历史
Synergy+是Synergy项目的分支，其开发意在解决Synergy的程序错误。
Synergy的前身是1996年由Richard Lee和Adam Feder在Cosmo Software（SGI的子公司）编写的CosmoSynergy，Chris Schoeneman为解决一些恼人的问题，如在桌面上总有一个窗口，而加入开发团队。CosmoSynergy的开发已经相当完善，但Cosmo Software公司之后倒闭了，于是Chris Schoeneman公布了源代码将其发展成Synergy项目。该项目在2001年至2006年期间运作，在2006年4月发布1.3.1版本后一直没有新的进展（截止2009年底）。长期不更新的Synergy对2006年之后的操作系统，如Windows Vista，兼容性较差。
2009年2月，出现了Synergy+的第一个版本：1.3.2，承接Synergy的版本号。Synergy+的作者表示希望与Synergy的作者Chris Schoeneman取得联系，将目前的多个类似项目合而为一。Chris Schoeneman在公开的讨论中说自己正在开发Synergy 1.3.x系列的替代品：Synergy 2.0。

## 原理
这是一个C/S结构的软件，安装有键盘鼠标的电脑是服务器，接受输入的是客户端。

## 使用
光标从屏幕的边缘进入另一个屏幕，键盘输入将发送到光标所在的屏幕。由于连接未加密，尤其剪贴板的内容是用明文传输的，因此在不可靠的网络中使用要小心。作者将来会将加密功能纳入软件中。
Scroll Lock键可以将光标限制在当前的屏幕裡，对玩全屏游戏有用。

### Windows操作系统
Windows平台的用户需要安装Microsoft Visual C++ 2008 Redistributable Package，否则会出现This application has failed to start...的提示。

#### 服务器
选择服务器模式，并填写客户端和服务器的屏幕名和连接（Link），屏幕名默认是计算机名，至少设置两行连接，如：pc1 is left of pc2,pc2 is right of pc1，最后开始。

#### 客户端
输入服务器的IP地址或使用 尋找伺服器.點擊連線 ，并开始。

### 其他操作系统
官方建议使用第三方的图形用户界面前端配置本软件，或者自己写配置文件。